# Aizat Amdan
Muhammad Aizat Amdan (nacido el 21 de enero de 1989 en Kuala Lumpur), comercialmente conocido también como Aizat Amdan, es un cantante y compositor malayo.
Aizat comenzó su carrera musical como concursante de un programa de telerrealidad en la "Akademi Fantasia concurso 5", más conocido por su abreviatura AF.
Aizat es bien conocido para inducir sonidos creativos y prosa lírica en sus canciones. También describe su música con una mezcla de géneros musicales como el pop rock y música alternativa influenciado por brit pop
El mensaje de la "Akademi Fantasia Aizat", sorprendió al público de Malasia y sobre todo a sus fanes por su nuevo look, logrando perder 30 kg antes de 112 kg.
En 2007 lanzó Aizat, 2 de sus singles titulados "Hanya Kau Yang MAMPU" y "Sahabat". Hanya Kau Yang MAMPU fue un gran éxito en Malasia tras ganar el título de la canción por más descargada en 2009 por "Anugerah Planet Musik".
Desde entonces Aizat ha lanzado 2 álbumes titulados "Percubaan Pertama" y "Urusan Aizat Amdan".

## Discografía

### Singles
- Sahabat
- Hanya Kau Yang Mampu

### Percubaan Pertama
- Fikirlah
- Hanya Kau Yang Mampu
- Lagu Kita
- Sahabat
- Selamat Tinggal Akhirnya
- Cintai Diriku
- Melodi Cinta
- Hanya Kau Yang Mampu (Acoustic Version)
- Kau Aku

### Urusan Aizat Amdan
- Years From Now
- Mana Oh Mana
- Senyum
- Erti Hari Ini
- Susun Silang Kata
- Emotions
- Sungai Lui

## Otras canciones
- Penyelamat Cinta
- Pergi
- I Go
- This One Boy
- Warisan
- Jerrypah

## Premios
| Premios                                                            | Año  | Resultado                                                                     |
| ------------------------------------------------------------------ | ---- | ----------------------------------------------------------------------------- |
| Anugerah Juara Lagu                                                | 2008 | Lagu Kita - Finalist                                                          |
| Anugerah Industri Muzik                                            | 2009 | Best Vocal in a Song (Male) Award                                             |
| 18th Discovery International Pop Music Festival in Varna, Bulgaria | 2009 | Special Jury Award                                                            |
| 18th Discovery International Pop Music Festival in Varna, Bulgaria | 2009 | 2nd runner up Best Song Category                                              |
| Anugerah Planet Muzik                                              | 2009 | Best Vocal Performance In A Song by New Male Artiste                          |
| Anugerah Planet Muzik                                              | 2009 | Malaysia's Most Popular Song based on Highest Download (Hanya Kau Yang Mampu) |
| Anugerah Juara Lagu                                                | 2009 | Best Song - Pergi                                                             |
| Anugerah Juara Lagu                                                | 2009 | Best Performance - Kau Aku                                                    |
| Anugerah Bintang Popular                                           | 2009 | Most Popular Male Singer                                                      |
| Anugerah Industri Muzik                                            | 2010 | Best Album Cover (URUSAN AIZAT AMDAN)                                         |
| Anugerah Industri Muzik                                            | 2010 | Best Music Video - Susun Silang Kata                                          |